# Oliver Sonne
Oliver Sonne Christensen (ur. 10 listopada 2000 w Herfølge) – peruwiański piłkarz pochodzenia duńskiego występujący na pozycji prawego lub lewego obrońcy, reprezentant Peru, od 2025 roku zawodnik angielskiego Burnley.
Jego babcia ze strony matki pochodzi z Peru. W 2023 roku otrzymał peruwiańskie obywatelstwo.